# کلی جانسون (بسکتبال)
کلی جانسون (انگلیسی: Clay Johnson؛ زادهٔ ۱۸ ژوئیهٔ ۱۹۵۶) بازیکن بسکتبال اهل ایالات متحده آمریکا است. از باشگاه‌هایی که در آن بازی کرده‌است می‌توان به لس آنجلس لیکرز و سیاتل سوپرسانیکس اشاره کرد.